# Apache Wave
Apache Wave，按照Google在2009年5月27日Google I/O上的说法，是一种「个人通信和协作工具」。它是一个Web服务、计算平台和通信协议，旨在合并电子邮件、即时通讯、wiki和社交网络。由悉尼分公司开发，最初进行小范围内公测。它有一个强大的实时协作和强大的拼写检查功能，可以自动翻译40种语言，以及许多其他的扩展。在2009年9月30日，测试Google Wave的用户数已扩大到约10万。
从2010年5月19日起，Google Wave正式向公众开放注册。
2010年8月4日，Google宣布停止对Google Wave的开发，对平台的维护至少延续到年底，并在2012年1月后将Google Wave设为只读，然后在2012年4月宣布删除数据。在此之后，Google把Google Wave交給Apache軟件基金會繼續發展。
此项目已在2018年1月5日关停

## 词源
名称灵感来自Firefly电视连续剧，其中被称为Wave的电子通信技术（通常是一个视频电话或视频信息）。

## API
Google设计了API，让开发者通过下面的方式使用和设计Google Wave：
- 扩展 ：机器人程序自动执行常见任务和/或设计小工具，以扩展或改变用户交互[10]。
- 嵌入 ：可以将外部站点或blog的内容直接拖入到wave会话.[10]。

目前已经有150多个Google Wave扩展。
Google Wave 的扩展主要有两种类型：
- 小工具
- 机器人 ：机器人是wave的一个自动参与者。他们可以和用户交流并和wave互动。他们可以从外部源获取信息（例如Twitter，股票报价等等），机器人API的最新版本是2.0[13]。

## 开发进度
Google Wave在预览版本阶段已向10万名普通用户陆续开放预览测试。

## 外部連結
- Google Wave（页面存档备份，存于）
  - 关于Google Wave（页面存档备份，存于）
  - 中文版Google Wave的使用手册
- Google Wave API（页面存档备份，存于）
- Google Wave 开发博客（页面存档备份，存于）
- 在Google I/O大会上对Google Wave的介绍（页面存档备份，存于）（80分钟，YouTube）
- Google Wave 联盟协议主页
- Google Wave机器人开发指导